# Воргашор (приток Грубею)
Воргашор (устар. Ворга-Шор) — река в Шурышкарском районе Ямало-Ненецкого АО России. Устье реки находится в 7 км по правому берегу реки Грубею. Длина реки 15 км.

## Данные водного реестра
По данным государственного водного реестра России относится к Нижнеобскому бассейновому округу, водохозяйственный участок реки — Обь от впадения реки Северная Сосьва до города Салехард, речной подбассейн реки — бассейны притоков Оби ниже впадения Северной Сосьвы. Речной бассейн реки — (Нижняя) Обь от впадения Иртыша.